# راسوخا
راسوخا (به لاتین: Rassokha) یک رود در روسیه است که در یاقوتستان واقع شده‌است.